# 深尾あむ
深尾 あむ（ふかお あむ、2005年（平成17年）11月3日 - ）は、日本のファッションモデル、女優。滋賀県出身。

## 略歴
「第22回ニコラモデルオーディション」でグランプリを受賞し、『ニコラ』（新潮社）専属モデル（ニコモ）となる。所属事務所はトップコートに決まる。2019年、ハワイロケのメンバーに選ばれ、同誌2019年7月号で初表紙を飾る。表紙回数は3ヶ月連続を含むトータル9回。2022年4月『ニコラ』モデルを卒業。
『かぐや様は告らせたい〜天才たちの恋愛頭脳戦〜』で映画に初出演。主人公「白銀御行」の妹、白銀圭役を演じた。
2023年12月、日本マクドナルド TV-CM ビーフシチューパイ「パイをどーこー云うの？」篇 に出演。

## 人物
- 小学校1年生から4年生までカナダに住む。帰国後はインターナショナルスクールに入学。英会話を得意としている[5][6]。
- 将来は女優を目指してニコラオーディションに応募した[1]。
- MelTVとニコラのコラボレーションで実施された、ニコラの次世代エースモデルを選抜するプロジェクト「Top of nicola MODEL」（TNM）に参加する[7][8]。TNMの開始を契機としてウクレレの演奏を習い、TNMの自己PR動画では、ウクレレの弾き語りを披露した[4]。ハワイロケの際に収録された、ウクレレの弾き語りもニコラTVで公開されている[9]。
- ニコモを代表して他誌の取材を受ける[10]、深尾がニコモになるまでを描いた漫画が本誌に掲載される[11]など次世代の中心メンバーの1人として活躍している。
- 2021年4月1日にLovetoxicのイメージモデルに就任。
- 2021年4月同志社国際高校に入学した。その後芸能活動に専念するため上京。
- 2025年5月末にトップコートからプロフィールが削除された。

## 出演

### テレビ番組
- 痛快TV スカッとジャパン（2020年2月17日、フジテレビ）
- NHK短歌（2023年4月 - 、NHK Eテレ） - レギュラー出演者[12]

### テレビドラマ
- 刑事アフター5（2020年10月1日、テレビ朝日） - 広橋菜花 役
- つまらない住宅地のすべての家 最終話（2022年11月16日、NHK） - 鴻池美鈴 役
- ブラッシュアップライフ 第2話（2023年1月15日、日本テレビ） - 塩見まどか 役
- スタンドUPスタート 第1話（2023年1月18日、フジテレビ） - 音野真央 役
- リバーサルオーケストラ 第4話・第5話・第9話（2023年2月1日・2月8日・3月8日、日本テレビ） - 下田エリ 役[13]
- 私と夫と夫の彼氏（2023年、テレビ東京） - 佐藤莉愛 役
- アイドル誕生 輝け昭和歌謡（2023年12月1日、NHK BSプレミアム4K / 2024年1月2日、NHK BS） - 萩野りさ 役
- アイのない恋人たち（2024年1月、テレビ朝日系列） - 淵上梢 役
- 先生さようなら（2024年1月23日 - 3月26日、日本テレビ） - 堀江美紗子 役[14]
- 地獄の果てまで連れていく（2025年1月14日 - 3月25日、TBS） - 楓花 役

### Web配信ドラマ
- かぐや様は告らせたい〜天才たちの恋愛頭脳戦〜 ミニ（2021年6月1日、Amazonプライム・ビデオ） - 白銀圭 役（写真出演）
- やり直したいファーストキス（2022年8月、TVer） - 長町怜 役
- 憑きそい（2023年7月28日 - 、FOD） - ミイコ 役[15]

### 映画
- かぐや様は告らせたい〜天才たちの恋愛頭脳戦〜（2019年9月6日） - 白銀圭 役[16][17][18]
- 鬼ガール!!（2020年10月16日） - 鬼瓦りりか 役、挿入歌『TRAIN-TRAIN』歌唱
- かぐや様は告らせたい〜天才たちの恋愛頭脳戦〜 ファイナル（2021年8月20日）白銀圭 役
- ハウ（2022年8月19日）
- 女神降臨 - 隈原藍里 役[19]
  - 女神降臨 Before 高校デビュー編（2025年3月20日）
  - 女神降臨 After プロポーズ編（2025年5月1日公開予定）
- 月のこおり（2025年11月21日公開予定、ギグリーボックス）[20]

### 舞台
- ドラマチックに恋して（脚本：ほさかよう、演出：田所工作、2016年8月24日 - 8月29日、世界館）[21][22][23]
- 舞台『ブロードキャスト』（脚本：三浦香・ 元吉庸泰、演出：元吉庸泰、2024年8月10日 - 25日、恵比寿・エコー劇場） - 久米咲楽 役[24]

### イベント
- KANSAI COLLECTION 2017AW（2017年8月30日、京セラドーム大阪）「FASHION LEADERSステージ」に出演[25][26]。
- TGC KITAKYUSHU 2019 by TOKYO GIRLS COLLECTION 出演

### 広告
- 江崎グリコ パナップ（2019年7月23日）期間限定ショップ「パパパパパナップパフェショップ」オープニングイベント[27][28]
- GU 新コレクション『AND24LOVELY』（2020年） - キービジュアル
- ナルミヤインターナショナル「LOVETOXIC」 - イメージモデル（2021年）
- マクドナルド ビーフシチューパイ「パイをどーこー云うの？」篇 （2023年12月〜）

## 書籍

### 雑誌
- nicola（2018年10月号 - 、新潮社） - 専属モデル[4]